# مناخ صحراوي

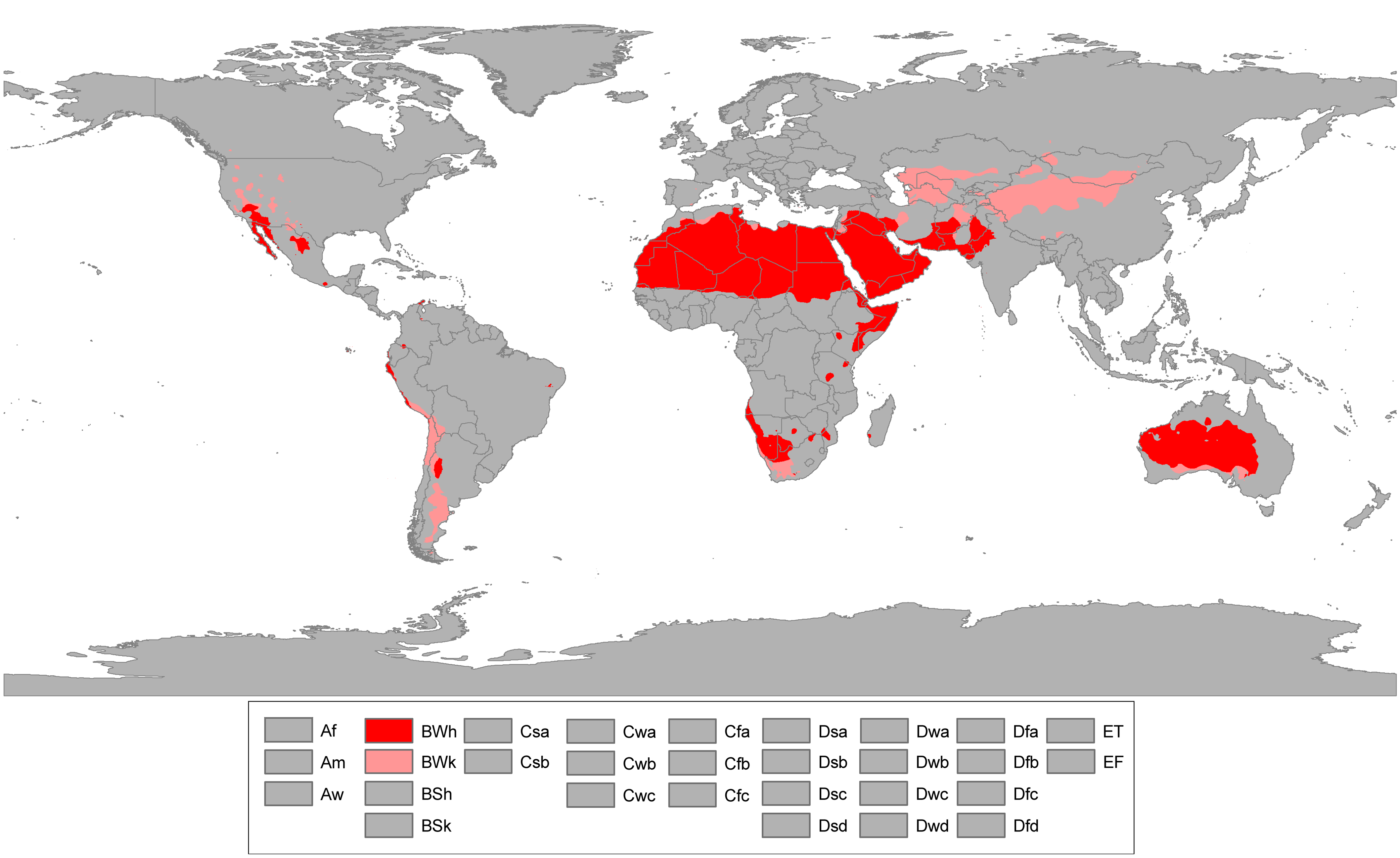
المناطق ذات المناخ القاحل
مناخ صحراوي حار
مناخ صحراوي بارد

المناخ الصحراوي أو المناخ القاحل هو مناخ لا يعدو أن يكون ضمن المناخ القطبي حيث أن تساقطاته جداً ضعيفة التحمل أي تنبت، عدا بعض النباتات التي تتحمل مثل هذا النوع من المناخ القاسي. يرمز له حسب تصنيف كوبن للمناخ بـ BWh ،BWk وأحيانا BWn.
غالبا ما تتلقى مثل هذه المناطق نسبة تساقطات مطرية تتراوح بين 25 إلى 200 مم سنوياً
، وفي بعض السنوات ربما لا تتلقى أية تساقطات إطلاقاً. يمكن أن تكون المعدلات في أريكا في تشيلي أقل، حيث تصل حوالي 1 مم في السنة. في بعض الحالات، قد تتعدى معدلات التساقطات 200 مم، لكن يبقى اعتبار تلك المناطق ذات مناخ صحراوي لشدة درجة التبخر حيث تفقد أكثر مما تكتسبه من المياه، كحال مدينة أليس سبرنغز بأستراليا.

## أنواع المناخ الصحراوي
هناك 3 أنواع من المناخ الصحراوي:
- مناخ صحراوي حار (BWh)
- مناخ صحراوي بارد (BWk)
- مناخ صحراوي معتدل (BWh/BWn)

لتميز المناخ الصحراوي الحار عن نظيره البارد يستعمل 3 معايير حدية حرارية:
- معدل حراري سنوي قدره 18° مئوية (هو الأكثر شيوعا والأكثر دقة)
- معدل حراري للـشهر الأكثر برودة قدره –3° مئوية
- معدل حراري للـشهر الأكثر برودة قدره 0° مئوية

بهذه المعايير الحدية يمكن تحديد نوع الصحراء التي تنتمي إليها المنطقة، فإن كانت ما دون المعايير سميت منطقة ذات مناخ صحراوي بارد، وإن كانت تتعداها فهي ذات مناخ صحراوي حار.

### مناخ صحراوي حار

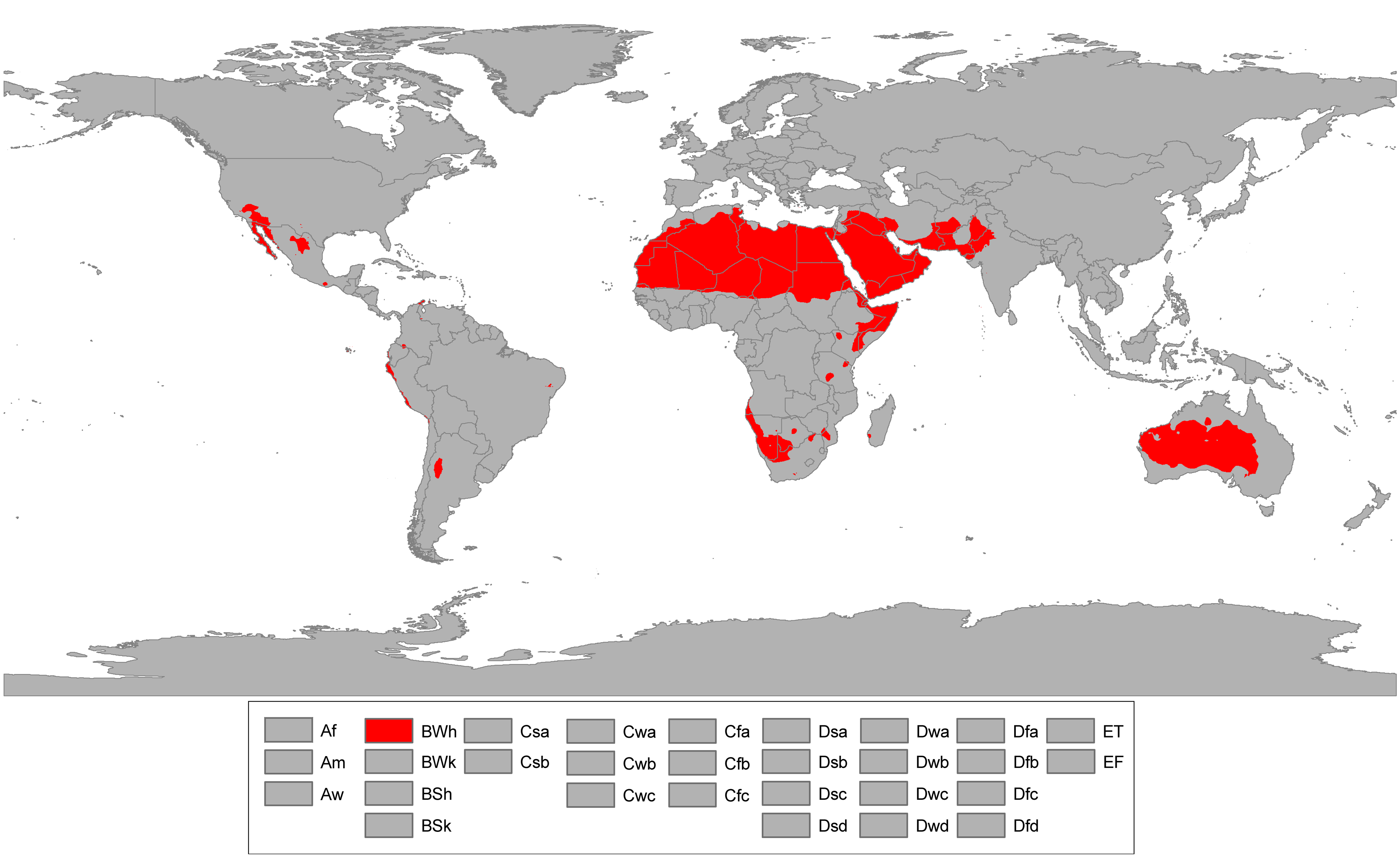
مناطق ذات مناخ صحراوي حار

المناخ الصحراوي الحار أو المناخ القاحل الحار هو مناخ من النوع الصحراوي يرمز له بـ BWh حسب تصنيف كوبن للمناخ. وهو يوجد تحت حزام الضغط المرتفع شبه المداري حيث ساعات استقبال أشعة الشمس الطويلة واستقرار الرياح الهابطة وتوسع الضغط الجوي المرتفع فوق خطوط العرض المسماة عروض الخيل (ما بين 30° شمالا و30° جنوباً). الصحاري الحارة جافة، مشمسة ومفرطة الحرارة على مدار السنة.
توجد هذه الصحاري في خطوط العرض العليا جنوب غرب الولايات المتحدة في المناطق التي يدفئها المحيط الهادئ، مُفٙعِّلٙةً درجات حرارة خيالية في حوض وادي الموت على خط عرض 36 درجة. تصل الصحاري الحارة كذلك نفس خطوط العرض في الشرق الأوسط، شمال أفريقيا والمناطق الجنوبية الشرقية الساحلية لإسبانيا. توجد الصحراء الجافة أيضا في أجزاء من جزر الخالدات (خصوصاً معظم فويرتيفنتورا ولانزاروت).

#### الخصائص
عادة ما يمثل المناخ الصحراوي الحار درجات الحرارة المفرطة، تكون أحيانا استثنائية، خلال فترات من السنة.
في عدة مناطق يتواجد بها هذا المناخ، تتعدى درجات الحرارة الـ40° مئوية حيث يكون هذا أمراً شائعاً، وقد تصل إلى 45° مئوية في المناطق المفرطة الحرارة. تسجل درجات الحرارة الإستثنائية التي تتعدى الـ 50° مئوية كأعلى درجات حرارة على الكوكب في هذه المناطق، وقد تشهد بعض المناطق موجات حر حتى في عز فصل الشتاء.
تسجل هذه المناطق الحارة أعلى معدلات الحرارة السنوية على الأرض، متعدية بذلك سقف 30° مئوية. يمكن ملاحظة هذه في بعض أنحاء صحاري شبه الجزيرة العربية وأفريقيا. في الفترات الباردة من السنة يمكن أن تهبط درجات الحرارة إلى ما دون درجة التجمد، لكن غالباً لا تبتعد عن ذلك المستوى كثيراً.

#### التوزيع
يمكن إيجاد مناخ الصحراء الحارة في صحاري شمال أفريقيا، مثل الصحراء الكبرى، الصحراء الليبية أو صحراء النوبة؛ صحاري القرن الإفريقي؛ صحاري أفريقيا الجنوبية مثل صحراء ناميب أو صحراء كالاهاري، في الشرق الأوسط مثل الصحراء العربية، الصحراء السورية أو صحراء لوط؛ صحاري جنوب آسيا مثل صحراء دشت كفير، صحاري الولايات المتحدة الأمريكية والمكسيك مثل صحراء سونوران أو صحراء شيواوا؛ صحاري أستراليا كصحراء سيمبسون أو صحراء فكتوريا الكبرى وعدة مناطق أخرى.
فقط في منطقة واحدة في أوروبا يوجد المناخ الصحراوي الحار، وذلك في المنتزه الوطني لكابو دي غاتا في جنوب غرب مورسيا وأليكانتي بإسبانيا.

### مناخ صحراوي بارد

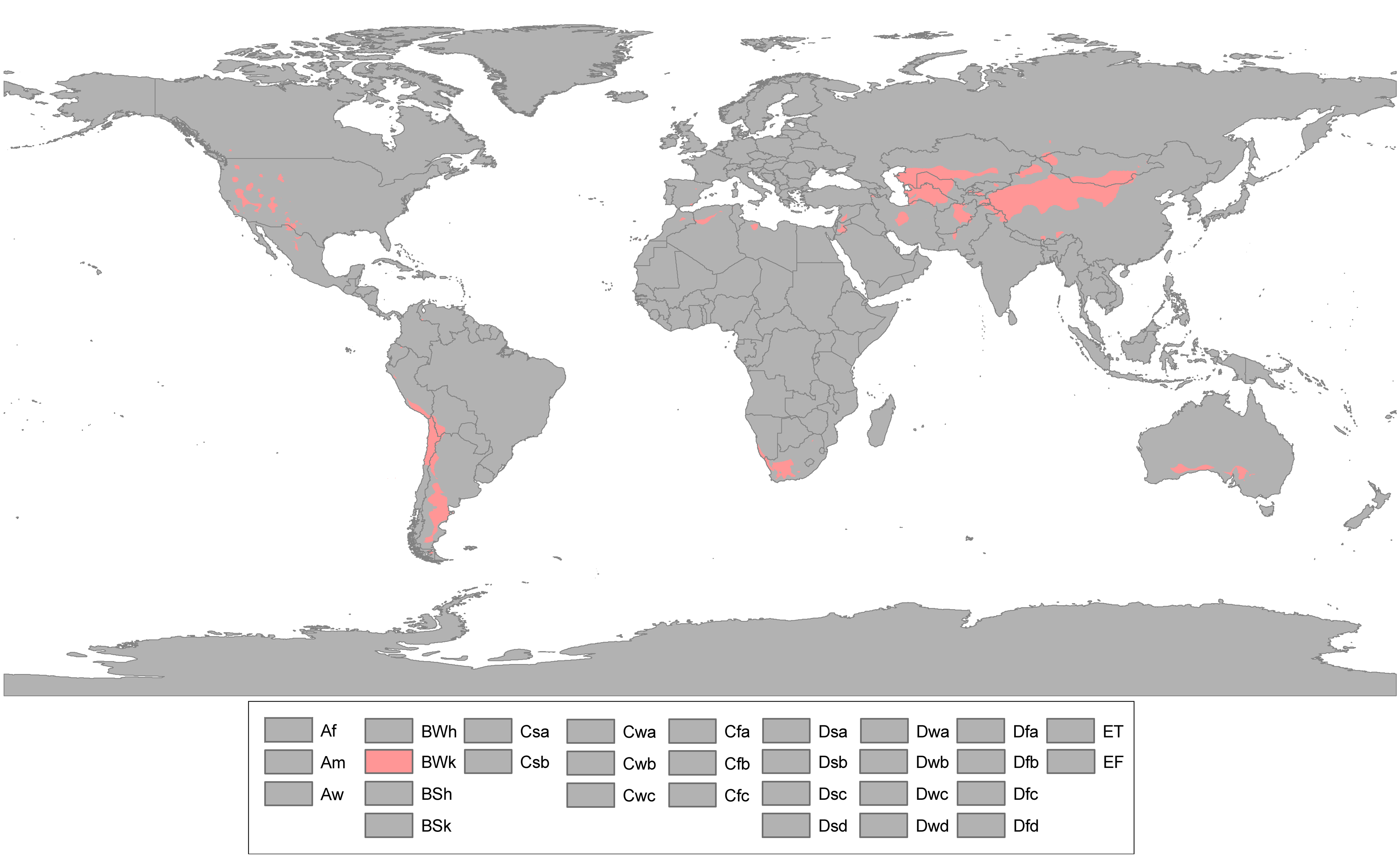
مناطق ذات مناخ صحراوي بارد

المناخ الصحراوي البارد هو نوع من المناخات الصحراوية يرمز له حسب تصنيف كوبن للمناخ بـ BWk. يتميز هذا النوع عادة بالدفء (ربما تسجل درجات حرارة مرتفعة لكنها ليست مفرطة كالمناخ الصحراوي الحار) والجفاف خلال فصل الصيف. وعكس المناخ الصحراوي الحار يكون فصل الشتاء في هذا المناخ باردا مع تساقطات ثلجية نادرة، ويتواجد على ارتفاعات عالية مقارنة بنظيره الحار، كما يكون على مستوى معدل التساقطات أكثر جفافا منه.

#### الخصائص
يوجد المناخ الصحراوي البارد عادة في المناطق المعتدلة، غالباً في صحاري الظل المطري لأعالي الجبال التي تحصر وصول الرياح الغربية المحملة بالتساقطات المطرية. مثال كلاسيكي عن هذا المناخ موجود في صحراء باتاغونيا في الأرجنتين التي تحدها جبال الأنديز من الغرب.
في حالة آسيا الوسطى، تحول الجبال دون وصول الرياح الموسمية، حيث يمكن اعتبار صحراء غوبي مثالا قويا عن هذا. رغم الحرارة المرتفعة في فصل الصيف، تسجل أدنى درجات الحرارة في هذه الصحراء، بمعدلات أقل من باقي مناطق آسيا الوسطى.
تتلقى مناطق القطب الشمالي، وكذلك القطب الجنوبي معدلات تساقطات جد قليلة خلال السنة، حيث يميل هوائها إلى أن يكون باردا جافا، لكن تصنف هاتين المنطقتين إلى المناخ القطبي لأن معدل درجات الحرارة لا يتعدى 10° مئوية صيفاً.

#### التوزيع
يتوزع هذا المناخ في صحاري قيزيل قوم، صحراء تكلامكان وصحاري أخرى في آسيا الوسطى، والمناطق الأكثر جفاف من صحراء الحوض الكبير في غربي الولايات المتحدة الأمريكية. ينتشر هذا المناخ أيضا في لداخ ولياه في الهند عند جبال الهيمالايا. يمكن إيجاد هذا المناخ أيضاً في منطقة بارديناس ريالز في ألميريا، إسبانيا، وفي منخفض كاراجي بأكتاو، كزاخستان.